# Epipiròpids
Els epipiròpids (Epipyropidae) són una petita família de lepidòpters ditrisis de la supefamília dels zigenoïdeus (Zygaenoidea) amb 32 espècies.
Aquesta família, igual que la molt propera Cyclotornidae, són úniques entre els lepidòpters ja què les larves són ectoparàsites, els hostes solen ser Fulgoroidea, xucladores de saba de plantes.

## Taxonomia
La família Epipyropidae inclou 9 gèneres i 32 espècies:
- Anopyrops Jordan, 1928
- Epieurybrachys Kato, 1940
- Epimesophantia Krampl in Krampl & Dlabola, 1983
- Epipomponia Dyar, 1906
- Epiricania Kato, 1939
- Fulgoraecia Newman, 1851
- Heteropsyche Perkins, 1905
- Palaeopsyche Perkins, 1905
- Protacraga Hopp, 1924